# Radhošť (okres Ústí nad Orlicí)
Radhošť (německy Radhoscht) je obec v okrese Ústí nad Orlicí v Pardubickém kraji. Nachází se na pravém břehu řeky Loučná asi 7,5 kilometru severozápadně od Vysokého Mýta a jedenáct kilometrů jihovýchodně od Holic. Žije zde 160 obyvatel. Obcí vede silnice II/305 a také železniční trať Pardubice – Česká Třebová, na které je v části Sedlíšťka zřízena stejnojmenná zastávka.

## Název
Název vesnice je odvozen z osobního jména Radhost ve významu Radhostům dvůr. V historických pramenech se název objevuje ve tvarech: Radgosc (1226), Radhosscz (1349), Radhost (1350), „in villa Radhossczy“ (1385), Radhossczie (1385), in Radhostye (1405), Radhosscz (1410), „w Radhosti“ (1543), „ve vsi Radhosstij“ (1545), „w Radhosstij“ (1547), Radhost (1654), Radhoscht a Radhossť (1837).

## Historie
Obec Radhošť patří ke starým sídlům moravské země, stejně jako bývalá tvrz téhož jména patřila k nejstarším tvrzím na moravském území. Jméno tvrze Radhošť se připomíná už v listině krále Přemysla Otakara I. z roku 1226. Jejím prvním držitelem byl Otaslav z Radhoště a jeho syn Arkleb. Další písemný doklad pochází z roku 1349, kdy se arcibiskup Arnošt z Pardubic zmínil o Radhošti ve své listině, jíž informoval papeže Klimenta VI. o vyčlenění kostelů z hradeckého arcijáhenství, jež se přiřadily k nově zřízenému biskupství v Litomyšli.
Majitelem tvrze Radhoště byl v letech 1385 až 1410 Petr a roku 1443 Henik z Radhoště. Nějaký čas připadala obec pod správu Vysokého Mýta a dále byla v držení Přibíka Sekerky ze Sedčic. Později celou osadu koupil Heřman Lukavský z Lukavice, majitel panství Zámrsk. Po jeho smrti prodali jeho dědici Radhošť panu Divišovi z Chlumu, který připojil obec natrvalo k panství Chroustovice. Dalším majitelem byl od roku 1671 František Karel Libštejnský z Kolovrat. Chroustovické panství a s ním i 22 obcí získal v roce 1736 Leopold Kinský. Filip Kinský, který mj. financoval pořízení varhan ve zdejším kostele, prodal v roce 1823 chroustovické panství a 23 vesnic Karlu Alexandru Thurn Taxisovi.
Od roku 1850 byla Radhošť součástí okresu Vysoké Mýto, od roku 1960 byla řazena do okresu Pardubice a od roku 2007 do současné doby patří obec do okresu Ústí nad Orlicí. V roce 1964 se k Radhošti přidala doposud samostatná obec Sedlíšťka.
Ještě dříve, než byla zřízena místní škola, byli zde zemským řízením ustanoveni učitelé. Prvním z nich byl Jan Loskot, jenž učil v obecním domku číslo popisné 8. Druhým byl Jakub Nezbeda, který už vyučoval ve dvoře vrchnostenském. (6, s. 5). V dobách, kdy majitelem panství Chroustovice, k němuž patřil i dvůr a obec Radhošť, byl hrabě Filip Kinský, byly pokoje dvora propůjčeny právě k vyučování dětí. Výuka zde probíhala až do roku 1808, kdy byla vystavěna dřevěná obecní škola, jejíž stavbu financoval právě hrabě Filip Kinský. V roce 1869 byla v Radhošti ustanovena školní rada, která iniciovala výstavbu školy nové, a to již kamenné. V roce 1875 byla postavena za 7800 zlatých škola dvoutřídní. V roce 1893 měla škola už třídy tři. Do radhošťské školy chodily děti také ze Sedlíšťky, Janoviček, Trusnova, Týnišťka a Jaroslavi. V roce 1972 měla škola 20 žáků, v roce 1975 už pouze 13.
Roku 1977 byla škola uzavřena a děti začaly jezdit školním autobusem do školy do Horního Jelení. V letošním roce[kdy?] autobus staví ve dvou zastávkách a dováží do školy celkem 14 dětí. Dalších šest zdejších děti navštěvuje základní školy v okolí. V roce 2006 koupila budovu školy firma IKA vyrábějící nářadí s hydraulickým pohonem pro těžké terény, pro práce ve výkopech a dolech. Vedle využití chátrající budovy nabídla IKA i možnost zaměstnávání místních obyvatel.
V roce 1909 byl 41 členy založen družstevní lihovar na zpracovávání brambor a později i obilí. Kapacity lihovaru se zvětšovaly v letech 1939 a v 1955. V roce 1964 se z lihovaru stala škrobárna s vedením v Havlíčkově Brodě. Provoz lihovaru byl ukončen v roce 1979. (1, s. 433). V Radhošťské kronice se o ukončení provozu lihovaru píše: „V dubnu 1979 odešel do důchodu Stanislav Sýkora, v závodě přestala výroba a podnik byl dán do klidu. Veškeré zařízení zůstalo v pohotovostním stavu, aby kdykoliv v co nejkratší době mohl být opět zahájen provoz. Odstěhováním správce se uvolnil v lihovaru i byt.“
První hospoda byla založena v roce 1667, kdy ji jako výsadní hospodu převzal Matěj Klement, jehož potomci ji zde drželi do roku 1955. Poté ji převzala Jednota, spotřební družstvo. Naproti této hospodě stávala v minulosti ještě jedna hospoda, kterou od roku 1890 provozoval Josef Balcar a jejíž provoz byl v roce 1946 ukončen.
Elektrifikace obce byla ukončena v roce 1945, v roce 1972 byl rozveden po obci telefon. V roce 1978 byla v rámci akce „Z“ postavena budova obecního úřadu, hasičská zbrojnice a prodejna, která sloužila obci až do roku 2006. V roce 1999 byla dokončena plynofikace, v roce 2006 postaven vodovodní řád. Kompletní obnova rozvodu elektrické energie společně s rekonstrukcí veřejného osvětlení a místního rozhlasu uskutečnila v roce 2009.

## Obyvatelstvo
| Rok            | 1869 | 1880 | 1890 | 1900 | 1910 | 1921 | 1930 | 1950 | 1961 | 1970 | 1980 | 1991 | 2001 | 2011 | 2021 |
| -------------- | ---- | ---- | ---- | ---- | ---- | ---- | ---- | ---- | ---- | ---- | ---- | ---- | ---- | ---- | ---- |
| Počet obyvatel | 222  | 239  | 198  | 178  | 253  | 263  | 224  | 157  | 196  | 171  | 143  | 94   | 99   | 99   | 96   |
| Počet domů     | 31   | 31   | 31   | 31   | 36   | 37   | 43   | 49   | 45   | 43   | 42   | 48   | 52   | 53   | 53   |

## Části obce
- Radhošť
- Sedlíšťka

## Pamětihodnosti
- Kostel svatého Jiří, původně raně gotický; nynější podoba je výsledkem přestavby v letech 1772–1773.[8]
- Dřevěná zvonice u kostela[8]
- Venkovská usedlost v Sedlíštce
- Přírodní památka Šejval – rybník a přilehlé slatinné louky severně od Radhoště